# Nan Lin
Nan Lin (* 2. August 1938 in Chongqing) ist Professor für Soziologie an der Duke University.
Seine Forschungsgebiete sind im Bereich soziale Netzwerke und soziales Kapital, Stress und Gesundheit (speziell die Rolle von sozialer Unterstützung), soziale Schichtung, Mobilität sowie die chinesische Gesellschaft.
Er war einer der ersten Forscher, der die Rolle von sozialen Netzwerken für soziales Kapital näher untersuchten. Er verfolgt einen akteurszentrierten Ansatz der Rolle von sozialen Netzwerken für die Mobilisierung von Ressourcen. Diesbezüglich stellt er 12 Annahmen (vgl. Lin 2001) auf:
1. strukturelles Postulat (Kapitel 3)
2. das Interaktions-Postulat (K. 3 u 4)
3. das Netzwerk-Postulat (K. 3 u 4)
4. die Definition (K. 2-4)
5. das Handlungs-Postulat
6. den Ertrag des sozialen Kapitals
7. die Stärke von „Ego“s struktureller Ausgangsposition
8. die Annahme der Stärke über starke Beziehungen
9. die Annahme über die Stärke von schwachen Beziehungen (vgl. Granovetter)
10. die Annahme der Stärke der Lage
11. den Interaktionseffekt von Lage und Position
12. die Kontingenz der Struktur

Für Lin ist soziales Kapital demnach die Menge der Ressourcen, die Akteuren über ihre Kontakte erreichen und mobilisieren können. Dabei steht vor allem das absichtsvolle Handeln im Mittelpunkt. Soziales Kapital werde demnach durch Investitionen in Beziehungen geschaffen. Dadurch ergeben sich Informations- und Kontrollvorteile sowie eine Bestärkung der eigenen Persönlichkeit. Variationen ergeben sich durch die Anzahl an Kontakten, die Beziehungsstärke und die Ressourcen der Kontakte. (vgl. Lin 2001)